# Résolution 856 du Conseil de sécurité des Nations unies
Membres permanents
- Chine
- États-Unis
- France
- Royaume-Uni
- Russie

Membres non permanents
- Autriche
- Belgique
- Cap-Vert
- Équateur
- Hongrie
- Inde
- Japon
- Maroc
- Venezuela
- Zimbabwe

Résolution no 855 Résolution no 857
La Résolution 856 du Conseil de sécurité des Nations Unies, adoptée à l'unanimité le 10 août 1993, après avoir réaffirmé la résolution 813 (1993) et salué un accord de paix signé, sous les auspices de la Communauté économique des États de l'Afrique de l'Ouest (CÉDÉAO), entre le gouvernement intérimaire d'unité nationale du Libéria (GIUNL), du Front national patriotique du Libéria (NPFL) et du Mouvement uni de libération pour la démocratie (ULIMO), le Conseil a approuvé l'envoi de 30 observateurs militaires au Libéria. 
Le Conseil a discuté du projet de création de la Mission d'observation des Nations Unies au Libéria (MONUL), annonçant en outre que les observateurs militaires participeraient aux travaux du Comité conjoint de surveillance du cessez-le-feu, notamment pour surveiller, enquêter et signaler les violations du cessez-le-feu pour un délai de trois mois. Un rapport du Secrétaire général Boutros Boutros-Ghali était attendu concernant le projet de création de la MONUL et ses coûts financiers, le calendrier et la fin prévue de l'opération, ainsi que la coopération avec la force de maintien de la paix de la CÉDÉAO déjà présente au Libéria.
Toutes les parties au conflit ont été exhortées à respecter et à mettre en œuvre le cessez-le-feu et à assurer la sécurité de l'ensemble du personnel des Nations Unies et des autres personnels humanitaire et de maintien de la paix présents dans le pays. La résolution appelait également à la conclusion d'un accord sur le statut des forces. Enfin, les efforts de l'Organisation de l'unité africaine et du Groupe de suivi de la Communauté économique des États de l'Afrique de l'Ouest au Libéria ont été salués.